# Giulia Soemia
Giulia Soemia Bassiana (in latino Iulia Soaemias Bassiana; Emesa, 180 – Roma, 11 marzo 222) era la madre dell'imperatore romano Eliogabalo, e governò sull'Impero romano durante la minore età del figlio.

## Biografia
Figlia di Giulio Avito e di Giulia Mesa, una donna potente di origine siriana, fu nipote dell'imperatore Settimio Severo e sorella di Giulia Mamea; sposò Sesto Vario Marcello, un siriano di famiglia appartenente all'ordine equestre promosso poi senatore.
Nel 217 il cugino, l'imperatore Caracalla, fu assassinato. Il suo successore, Macrino, permise alla famiglia di tornare in Siria con tutti i propri beni, ma questo atto di clemenza si dimostrò un errore, in quanto la famiglia di Settimio Severo avrebbe cercato di riprendere il potere. Assieme alla madre, Soemia organizzò un complotto avente lo scopo di mettere sul trono imperiale suo figlio tredicenne, Vario Avito Bassiano; per ottenere il supporto dei legalisti, venne sparsa la voce che Bassiano era il figlio naturale di Caracalla. Macrino fu sconfitto e ucciso in battaglia (218), dal generale di Giulia Mamea (nonché amante di Soemia) Gannys di Emesa, e Bassiano salì al potere con il nome di Eliogabalo; al suo ingresso trionfale a Roma, il nuovo imperatore ebbe al proprio fianco madre e nonna.
Giulia divenne de facto la signora dell'impero, in quanto il giovane adolescente si interessava principalmente di materie religiose. Sotto l'influenza della madre, Eliogabalo istituì il cosiddetto Senaculum mulierum (senatino delle donne), ponendovi a capo Soemia: il senaculum si riuniva sul Quirinale per legiferare in materia di ornamenti, vestiti, precedenze ed etichetta tra nobili romane. Già in precedenza, narra la Historia Augusta, si riuniva un congresso di matrone (conventus matronarum), ma solo in occasione di alcune festività religiose, o in occasione del matrimonio di una matrona con un uomo di rango consolare, garantito un tempo dagli imperatori alle loro parenti, in modo che, una volta diventate vedove, non potessero perdere il loro rango nobile anche in caso di matrimonio con uomini non nobili. La Historia Augusta dipinge negativamente la conduzione del senaculum da parte di Soemia:
(Historia Augusta - Eliogabalo, 4.4.)
Il senaculum fu successivamente abolito, come si può dedurre dal fatto che, secondo la Historia Augusta, l'Imperatore Aureliano (270-275) intendeva ripristinarlo.
Il loro governo non fu popolare, Soemia indulgeva anche nelle proprie passioni amorose e presto sorse lo scontento nell'impero, finché, nel 222, Mesa, progressivamente allontanatasi da Soemia ed Eliogabalo, decide di far adottare l'altro nipote, Marco Giulio Alessiano Bassiano (meglio noto come Alessandro Severo), ad Eliogabalo, in modo da far ascendere al trono un personaggio più comodo da manovrare: Giulia cerca di reagire, ma la guardia pretoriana, avendo ricevuto più denaro da Mesa, assassina Soemia ed Eliogabalo: in seguito Giulia fu riconosciuta come nemico pubblico, e il suo nome fu cancellato dai registri.